# 欒黶
欒黶（？—前556年），中国春秋時期晋国政治人物、将軍。欒氏，名黶，号栾桓子。栾书之子。娶范宣子之女栾祁，生欒盈。

## 生平
前575年，鄢陵之战之時，他向鲁国乞师，前573年，晋悼公继位，欒黶为公族大夫。前572年，欒黶率晋军联合鲁国、卫国、曹国、莒国、滕国、薛国、邾国，帮助宋国华元攻打在彭城的鱼石。前564年，参与晋国、齐国、鲁国、宋国、卫国、曹国、莒国、滕国、薛国、邾国、杞国、小邾国十二国诸侯伐郑国。
前560年，为下军将。
前559年，他参与晋国、齐国、鲁国、宋国、郑国、卫国、曹国、莒国、滕国、薛国、邾国、杞国、小邾国十三国诸侯伐秦国，因其弟欒鍼之死与范宣子、士鞅父子交恶。前557年，随荀偃在湛阪之战大胜楚军。
前555年11月晋国伐齐时，下军佐已是栾盈，可见栾黡已亡。前553年栾祁诬陷栾盈作乱时称栾盈曾说范氏“死吾父”，未详栾黡之死是否有隐情。